# وينستون هيل
وينستون هيل (بالإنجليزية: Winston Hill)‏ (مواليد 17 سبتمبر 1993) هو ملاكم فيجي، مثّل بلاده في الألعاب الأولمبية الصيفية 2016.

## روابط خارجية
وينستون هيل على موقع أوليمبيديا (الإنجليزية)